# Megagrapha boliviana
Megagrapha boliviana – gatunek muchówki z podrzędu krótkoczułkich i rodziny Hybotidae.
Gatunek ten opisany został w 2012 roku przez Gianniego Raffone na podstawie samca odwłowionego przez P. Betellę w Hausa Canada w 1989 roku.
Muchówka o ciele długości 1,4 mm, ubarwiona żółto z segmentami odwłoka od trzeciego w tył brązowymi. Skrzydła ma żółtawe z ciemnożółtymi żyłkami. Na głowie występują dwie szczecinki przyoczkowe, dwie ciemieniowe i dwie potyliczne. Oczy stykają się poniżej żółtawych czułków, których kulisty trzonek jest w ⅓ tak długi jak stożkowata nóżka, a arista sięga połowy długości członu biczyka. Na tułowiu obecna jedna szczecinka barkowa, jedna śródplecowa, dwie notopleuralne, jedna przedskrzydłowa i jedna tarczkowa. Przysadki odwłokowe asymetryczne: prawa długa i wklęśnięta ku szczytowi, lewa połowę krótsza i ostro zakończona. Gonokoksyty również niesymetryczne: lewy falisty i u szczytu ostry, prawy zaś szeroki wykrzywiony.
Owad znany wyłącznie z lokalizacji typowej w boliwijskim departamencie Santa Cruz.